# UFC Fight Night: Poirier vs. Johnson
UFC Fight Night: Poirier vs. Johnson (também conhecido como UFC Fight Night 94) será um evento de artes marciais mistas promovido pelo Ultimate Fighting Championship, irá ocorrer em 17 de setembro de 2016 no Texas, em Hidalgo.

## Background
Depois de realizar vários outros eventos em PPV e eventos Fight Night no Texas, este será o primeiro que a promoção já recebeu em Hidalgo.
Uma luta no peso-leve entre Dustin Poirier e Michael Johnson é esperada para servir como a atração principal do evento.
Manvel Gamburyan foi programado para enfrentar Alejandro Pérez no evento. No entanto, Gamburyan foi retirado da luta em meados de agosto, por motivos pessoais não revelados, e foi substituído por Albert Morales.
Abel Trujillo era esperado para enfrentar Evan Dunham no evento. No entanto, Trujillo foi removido da luta em 5 de setembro, citando uma lesão não revelada. Por sua vez, o ex-Campeão Peso Pena do WSOF e estreante na promoção, Rick Glenn, foi anunciado como seu substituto.

## Bônus da Noite
- Luta da Noite:   Evan Dunham vs.  Rick Glenn
- Performance da Noite:   Michael Johnson e  Chas Skelly